# Bullet in the Head (canción)
Bullet in the Head es una canción de la banda de rock estadounidense Rage Against the Machine, lanzada como el segundo sencillo de su álbum debut homónimo de 1992. Un favorito de los fanáticos y uno de los temas más pesados del álbum.

## Letras
Bullet in the Head se refiere a la creencia de la banda de que el gobierno usa los medios para controlar a la población, haciendo comparaciones entre las residencias típicas y Alcatraz. La pista fue transferida intacta de la demo de la banda, también titulada Rage Against the Machine.

## En la cultura popular
Bullet in the Head se menciona en la letra de "I Won't Have It" de Pennywise, de su álbum de 1995 About Time. En el librito del álbum, el nombre de Zack de la Rocha también se menciona junto a la parte "Bullet in the Head". 
Esta canción iba a ser la segunda actuación en el turno de Rage Against the Machine durante un episodio de abril de 1996 de Saturday Night Live. Sin embargo, la banda fue expulsada después de solo una canción por colgar banderas estadounidenses invertidas en sus amplificadores.

## Videoclip
Se grabó un videoclip en un almacén de Nueva York. Aunque no se cita a menudo, este no es un video simulado, sino una actuación en vivo grabada para el programa de la BBC The Late Show. En palabras de Tom Morello, "El autobús de la gira se detuvo frente al estudio de la BBC, escuchamos la canción una vez frente a las cámaras y luego nos fuimos a tocar en un club esa noche". El video apareció en el DVD homónimo de la banda, lanzado el 25 de noviembre de 1997, en Epic Record.